# American Rocket Society
La Societat Americana de Coets (originalment en anglès: American Rocket Society, ARS) va ser una associació fundada el 4 d'abril de 1930 amb el nom de American Interplanetary Society. Va ser fundada pels escriptors de ciència-ficció George Edward Pendray, David Lasser, Laurence Manning i d'altres. Originalment els membres van dur a terme els seus propis experiments amb coets a Nova York i Nova Jersey. La societat tenia la seva pròpia revista i va realitzar un treball pioner en provar les necessitats de disseny de coets propulsats per combustible líquid mitjançant una sèrie de llançaments reeixits. El nom de la societat va ser canviat a American Rocket Society el 6 d'abril de 1934. El diari, anomenat Journal of the American Rocket Society, va ser publicat de 1945 a 1953.
La quantitat de membres es va incrementar ràpidament en els anys 1950 a mesura que augmentava l'interès pels temes astronàutics i cap al final d'aquesta dècada la quantitat de membres va arribar a ser de 21.000. A principis de 1963, l'ARS es va fusionar amb l'Institut Americà d'Aeronàutica i Astronàutica (American Institute of Aeronautics and Astronautics, AIAA).